# Aspleniineae
De Aspleniineae zijn een grote en diverse onderorde van varens (Polypodiopsida) en omvat de families Cystopteridaceae, Rachidosoraceae, Diplaziopsidaceae, Desmophlebiaceae, Hemidictyaceae, Aspleniaceae (streepvarenfamilie). Woodsiaceae, Onocleaceae (bolletjesvarenfamilie), Blechnaceae (dubbellooffamilie), Athyriaceae (wijfjesvarenfamilie) en Thelypteridaceae (moerasvarenfamilie).
Deze onderorde (ook wel 'eupolypods II' genoemd) wordt onderscheiden in het PPG I-systeem, zoals dat in 2016 door de Pteridophyte Phylogeny Group (PPG) is gepubliceerd.
| - Polypodiidae (leptosporangiate varens) - Osmundales - - Hymenophyllales - - Gleicheniales - - Schizaeales - - Salviniales - - Cyatheales (boomvarens) - Polypodiales (cathetogyrates) - - Saccolomatineae - Lindsaeineae - - Pteridineae - - Dennstaedtiineae - eupolypods - Polypodiineae (eupolypods I) - Aspleniineae (eupolypods II) |